# Sobreselvà
El sobreselvà (sursilvan en romanx, sursilvaun en sobreselvà) és una varietat del romanx pròpia de la vall del Rin Anterior (Surselva), a la part occidental del cantó suís dels Grisons. Anomenat en romax sursilvan, en referència a la part alta del bosc, en referència al Groosse Wald. És una de les varietats romanxes amb més tradició literària i una de les bases de la llengua estàndard, juntament amb el baix engiadinès i el surmiran. En la majoria de viles del domini lingüístic del sobreselvà és la llengua d'ús majoritari amb 17.897 parlants al districte en el cens de 2000.
El primer text en sobreselvà fou el catecisme Ilg Vêr Sulaz da pievel giuvan (el veritable consol dels joves) de 1611 reformador Stefan Gabriel. Fins al 1900 hi havia dues ortografies sobreselvanes, la catòlica i la reformada. El primer text sursilvan en la forma catòlica és el Curt Mussament del caputxí Gion Antoni Calvenzano, també en 1611, i que contenia les doctrines bàsiques del catolicisme.
Presenta notables trets morfo-sintàctics que el diferencien de les altres llengües romàniques, però l'ordre de les paraules del sobreselvà és radicalment diferent de la resta dels dialectes retoromànics amb un patró fortament influenciat pel contacte amb l'alemany durant més de mil anys.